# Hyundai i20 N Rally2
La Hyundai i20 N Rally2 è una versione da competizione della Hyundai i20 omologata nella categoria Rally2, sviluppata dal reparto corse tedesco della casa automobilistica coreana Hyundai e prodotta dal 2021 per competere nella serie WRC-2 del campionato del mondo rally.

## Descrizione
Omologata secondo le nuove normative e specifiche del regolamento nella categoria Rally2, la vettura va a sostituire la Hyundai i20 R5.
La vettura ha debuttato ufficialmente a livello internazionale al Rally di Ypres 2021 a bordo di due equipaggi, ottenendo la vittoria nella categoria WRC-2 in gara con Jari Huttunen e Mikko Lukka; l'altra vettura era guidata da Oliver Solberg e Aaron Johnston. Oltre al WRC-2, la vettura viene impiegata nel campionato europeo rally e in svariati campionati nazionali. In Italia la vettura ha debuttato al Rally del Friuli Venezia Giulia 2021, ottenendo la vittoria con alla guida Andrea Crugnola.
Presentata nell'ottobre 2020 i20 N rally è basata su un corpo vettura a 5 porte. Sul fronte tecnico è dotata si sospensioni McPherson sia all'anteriore che al posteriori. Il motore è un 1,6 litri quattro cilindri turbo a iniezione diretta della famiglia "Gamma", dotato di una flangia per ridurre il flusso d'aria con un diametro di 32 mm in conformità con il regolamento FIA. Sviluppa una 290 CV. Lo sviluppo della vettura si è articola su un percorso di 3 mila chilometri, collaudata dai piloti Craig Breen e da Ott Tänak.
I freni, che sono a disco autoventilanti su tutte e quattro le ruote e vengono forniti dalla Brembo, sono composti da pinze a 4 pistoncini avantreno con freno a mano idraulico. Il cambio è sequenziale a cinque velocità della Ricardo.

## Vittorie nel mondiale rally

### WRC-2
| No. | Evento                         | Anno | Pilota           | Co-pilota      | Scuderia             |
| --- | ------------------------------ | ---- | ---------------- | -------------- | -------------------- |
| 1   | Rally di Ypres 2021            | 2021 | Jari Huttunen    | Mikko Lukka    | Hyundai Motorsport N |
| 2   | Rally della Nuova Zelanda 2022 | 2022 | Hayden Paddon    | John Kennard   | -                    |
| 3   | Rally di Catalogna 2022        | 2022 | Teemu Suninen    | Mikko Markkula | Hyundai Motorsport N |
| 4   | Rally del Giappone 2022        | 2022 | Grégoire Munster | Louis Louka    | -                    |

### WRC-3
| No. | Evento              | Anno | Pilota          | Co-pilota          | Scuderia |
| --- | ------------------- | ---- | --------------- | ------------------ | -------- |
| 1   | Rally di Monza 2021 | 2021 | Andrea Crugnola | Pietro Elia Ometto | -        |

### ERC
| No. | Evento               | Anno | Pilota        | Co-pilota    | Scuderia        |
| --- | -------------------- | ---- | ------------- | ------------ | --------------- |
| 1   | Rally Serras de Fafe | 2023 | Hayden Paddon | John Kennard | BRC Racing Team |
| 2   | Rally Ceredigion     | 2024 | Hayden Paddon | John Kennard | BRC Racing Team |